# Мануйлово
Ману́йлово (рос. Мануйлово) — присілок у складі Цілинного округу Курганської області, Росія.
Населення — 82 особи (2010, 123 у 2002).
Національний склад станом на 2002 рік:
- росіяни — 71 %